# Успенський Едуард Миколайович
Едуа́рд Микола́йович Успе́нський (рос. Эдуард Николаевич Успенский; 22 грудня 1937, Єгор'євськ, Московської області — 14 серпня 2018, Москва) — радянський і російський дитячий письменник і сценарист, що створив, зокрема, такі популярні літературні і мультиплікаційні персонажі, як Чебурашка, Крокодил Гена, стара Шапокляк, кіт Матроскін, пес Шарик, Дядько Федір, Листоноша Пєчкін та інші.

## Біографія
Едуард Миколайович Успенський народився в 22 грудня 1937 року в місті Єгор'євську Московської області. Батько Микола Михайлович був кінологом у мисливському відділі ЦК КПРС, мати Наталія Олексіївна працювала інженером-машинобудівником.
Уперше зайнявся письменництвом ще в старших класах загальноосвітньої школи. Після її закінчення Едуард Успенський став студентом Московського авіаційного інституту, який закінчив 1961 року. У студентські роки з 1960 року його літературні твори почали виходити в друк. Після закінчення МАІ протягом трьох років керував групою на Другому Московському приладному заводі, після чого завершив інженерну діяльність і зосередився на написанні сценаріїв, театральних сценок та віршів.
Творчий шлях Успенський почав як гуморист. У 1966 році в нього спільно з Аркадієм Аркановим, Григорієм Горіним та Феліксом Камовим вийшла книга «Четверо під однією обкладинкою», яка принесла популярність її авторам. Перші гумористичні оповідання Успенського зарізала цензура. Лише окремі його роботи друкуються в гумористичних розділах «Літературної газети» та газети «Клуб 12 стільців». Це послужило переходом письменника до жанру дитячої літератури. Його дитячі вірші почали друкувати як гумористичні в «Літературній газеті», вони лунали в радіопередачі «З добрим ранком!».
Широку популярність як дитячий письменник Едуард Успенський отримав після виходу книжок: «Крокодил Гена і його друзі» (1966), «Вниз по чарівній річці» (1972) та інших. Величезної популярності набули його п'єси, написані спільно з Романом Качановим, — «Чебурашка і його друзі» (1970); «Спадщина Бахрама» (1973); «Відпустка крокодила Гени» (1974) та інші. За мотивами цих творів Роман Качанов зняв мультфільми:
- «Крокодил Гена» (1969);
- «Чебурашка» (1971);
- «Шапокляк» (1974);
- «Чебурашка йде до школи» (1983).

У 1976 вийшла збірка віршів «Все в порядку». У 1980-х — 90-х публікує наступну серію дитячих книг: «Канікули в Простоквашино», «Дядя Федір, пес і кіт», «Колобок йде по сліду», «Різнокольорова сімейка», «Червона Рука, Чорне Простирадло, Зелені Пальці (страшні повісті для безстрашних дітей)», «Лекції професора Чайникова (цікавий підручник з радіотехніки)». Багато з них теж були екранізовано.
Загалом за сценаріями й прозовими творами письменника створено 60 мультфільмів. Серед найвідоміших: «Антошка» (1969, у збірнику «Весела карусель», режисер Леонід Носирев), «Рудий, рудий, конопатий» (1971, у збірнику «Весела карусель», режисер Л. Носирев), «Івашка з Палацу піонерів» (1981, режисер Геннадій Сокольський), «Про Сидорова Вову» (1985, режисер Едуард Назаров), «Слідство ведуть Колобки» (1986—1987, режисери Ігор Ковальов і Олександр Татарський), «Три типи і скрипаль» (1993, Натан Лернер) та інші.
Спільно з Оленою Чижовою випустив серію навчальних посібників для дітей «Школа кота Матроскіна».
Закінчив багаторічну працю над циклом історичних романів, що розповідають про період Лжедмитрія і Смутного часу.
Крім того, Едуард Успенський писав для популярної дитячої передачі «Радіоняня», для телепередачі «АБВГДейка», вів передачу «У нашу гавань заходили кораблі». Едуард Миколайович є головою журі премії «Заповітна мрія». Неодноразово був у журі Вищої ліги КВН.
Твори письменника перекладені більш ніж 25 мовами, його книги виходили у Фінляндії, Нідерландах, Франції, Японії, США. В останні роки в організованому ним видавництві «Самовар» було опубліковано низку його нових книг.
Помер від раку шлунка. (рос.)

## Нагороди
У 2010 році Успенському присуджена премія імені Корнія Чуковського, заснована для дитячих письменників, у головній номінації «За видатні творчі досягнення у вітчизняній дитячій літературі». Також він є лауреатом Всесоюзного конкурсу на найкращу дитячу книгу, премії журналу «Огонёк» (1997), премії Уряду Російської Федерації в галузі культури (2010). 19 квітня 2015 в місті Кельн нагороджений премією імені Льва Копелева «За свободу і права людини».
Нагороджений орденом «За заслуги перед Вітчизною» IV ступеня (1997).

## Громадянська позиція
Едуард Успенський з 2007 року був членом вищої ради партії «Громадянська сила» (рос. «Гражданская сила»).
Письменник назвав 90 відсотків росіян ідіотами через схвалення ними анексії Криму:
Звинувачував російське державне телебачення у тривалій пропагандистській обробці громадян РФ, що вможливило масову підтримку ними анексії Криму та інших дій Москви проти України.
Також Успенський підтримав Андрія Макаревича, проти якого в російських ЗМІ розгорнулося цькування через його ставлення до подій в Україні.

## Вподобання
З власних творів найбільше Успенський любив книгу «Жаб Жабич Сковородкін».
Шанобливо Успенський ставився до творів Андрія Усачова, Григорія Остера, Бориса Заходера і Туве Янссон.
Одне із захоплень Едуарда Успенського — серіал «Доктор Хаус».
У будинку Успенського мешкали чотири папуги — розела, дві корели і жако. Ще у нього жили собаки, кури і крук.

## Твори
| - 25 професій Маші Філіпенко - Вниз по чарівній річці - Гарантійні чоловічки - Гарантійні повертаються - Рік гарної дитини - Грамота - Бляхар Васильков проти воронячої зграї - Іван - царський син і Сірий Вовк - Як моя сусідка Наталя Іванівна купувала кавун - Клоун Іван Бульк - Колобок йде по сліду - Кошмарні жахи - Червона рука, чорна простирадло, зелені пальці - Крокодил Гена, Чебурашка й інші: - Бізнес крокодила Гени - Крокодил Гена і грабіжники - Крокодил Гена і його друзі - Відпустка крокодила Гени - Чебурашка йде в люди - Олімпіада для Чебурашки, або Чебурашка їде в Сочі - Оповідання для малюків про Чебурашку і Крокодила Гену: - В гостях у Чебурашки - Гриби для Чебурашки - Крокодил Гена йде в армію - Літаючий Гена - Новосілля Чебурашки - Проказа Шапокляк - Шпаківня для метелики - Чебурашка і Змійчик - Чебурашка дивиться телевізор - Чебурашка-лижник - Шапокляк не вгамовується | - Простоквашино: - Дядя Федір йде в школу - Дядя Федір, пес і кіт - Дядя Федір, пес і кіт і політика - Неприємності в Простоквашино - Нові порядки в Простоквашино - Привид з Простоквашино - Тітка дядька Федора, або Втеча з Простоквашино - Оповідання про Простоквашино: - Весна в Простоквашино - Шкідлива звичка листоноші Пєчкіна - Грибне літо - День народження дядька Федора - День народження корови Мурки - День народження кота Матроскіна - День народження листоноші Пєчкіна - День народження Шарика - Як кіт Матроскін дах фарбував - Як Шарик на фотополювання ходив - Кислотний дощ у Простоквашино - Дзвіночок для Хватайки - Кіт Матроскін і корова Мурка - Кіт Матроскін і миші - Матроскін і Шарик сваряться - Повінь в селі Простоквашино - Наречені листоноші Пєчкіна - Новорічне свято у Простоквашино - Помилка листоноші Пєчкіна - Пєчкін проти Хватайки - Простоквашинські городи - Тр-Тр Митя зголоднів - Шарик і бобреня | - Оповідання про природу: - Історія з яструбом-перепелятником - Магнітний будиночок під Володимиром - Укус гадюки - Господарська собака на білоруському хуторі - Лекції професора Чайникова - Хутряний інтернат - Морозостійкі таргани - Над нашою квартирою - Листи дитині - Лист Валерки Частова - Пластмасовий дідусь - Підводні берети - Піди туди - не знаю куди, принеси те - не знаю що - Про Віру і Анфісу - Про дівчинку Віру і мавпочку Анфісу. - Віра і Анфіса знайомляться - Віра і Анфіса в поліклініці - Про хлопчика Яшу - Розповідь Алька про похід їх гуртка самодіяльності в скарбницю світових шедеврів живопису та мистецтва - Державний музей «Ермітаж» - Риболов - Найстрашніші жахи - Казка про могутнє щуче веління і постійне Ємеліне хотіння - Слідство веде Колобок - Слідство ведуть Колобки - Випадок зі степанидом - Страшний пан Ау - Таємничий гість із космосу - Ужастики - Цілющий бик - Школа клоунів |

## Відомі вірші і пісеньки
- Віра і Анфіса (вірш)
- Блакитний вагон (пісенька)
- Жило-було слоненя (вірш)
- Пластилінова ворона (пісенька)
- Пташиний ринок (вірш)
- Рудий (вірш)
- Чебурашка (пісенька)